# Delias ottonia
Delias ottonia is een vlindersoort uit de familie van de Pieridae (witjes), onderfamilie Pierinae.
Delias ottonia werd in 1890 beschreven door Semper, G.